# Haras national de Montier-en-Der
Pour les articles homonymes, voir Montier.
Le haras national de Montier-en-Der est l'un des anciens Haras nationaux consacré à l'amélioration des races chevalines et de l'élevage équin en France, situé sur la commune de Montier-en-Der. Créé en 1806, installé deux ans plus tard, il devient un important centre d'élevage de la race du cheval Ardennais.
Vendu à la commune de Montier-en-Der en 2005, il est rénové pour devenir un centre d'accueil touristique.

## Histoire

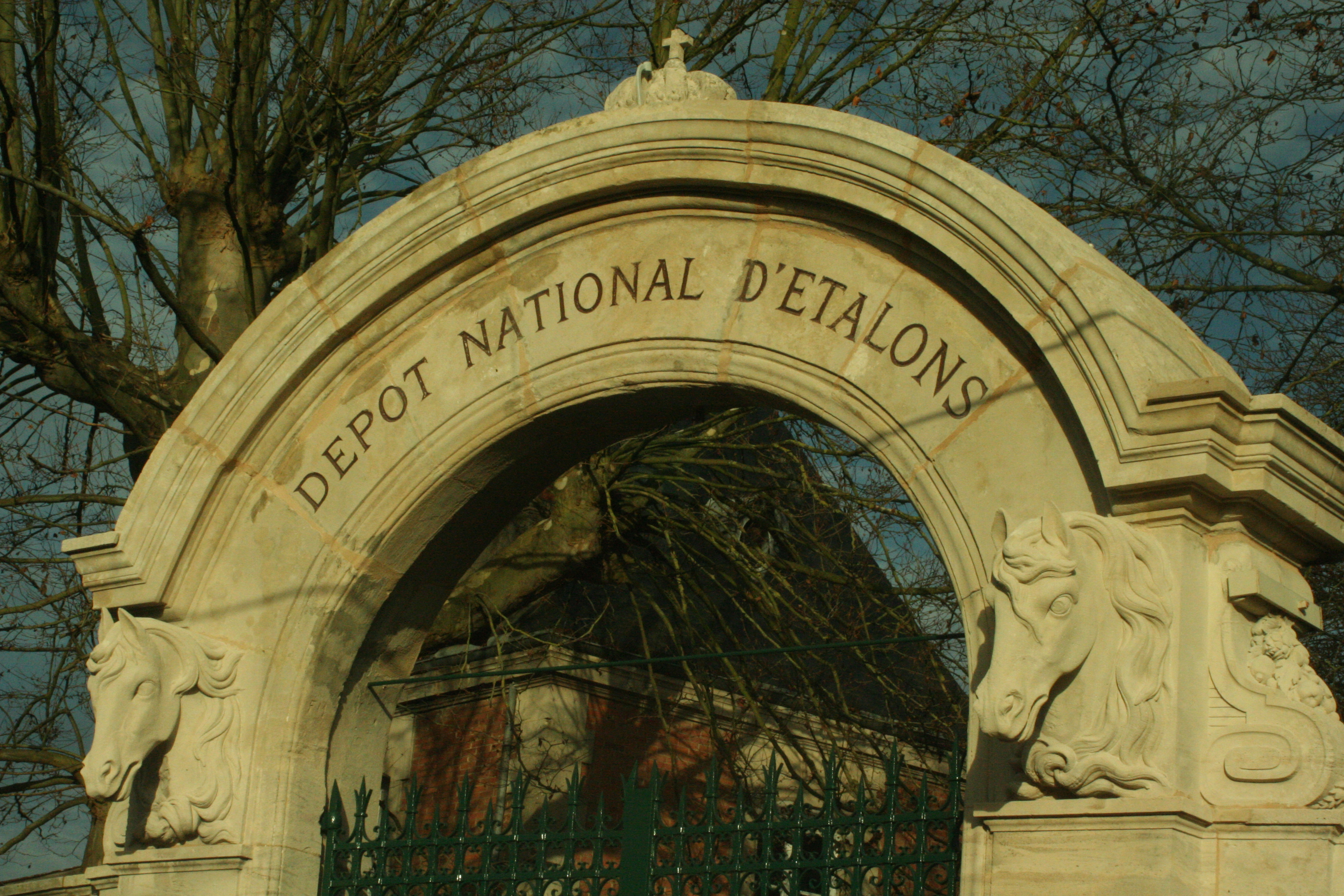
Porche de l'ancien dépôt national d'étalons de Montier-en-Der.

Comme d'autres dépôts d'étalons créés sous le Premier Empire, le Haras impérial de Montier-en-Der est initié en vertu d'un décret impérial de Napoléon Ier, signé en 1806. Il est installé dans une abbaye bénédictine vendue comme bien national durant la Révolution française en 1808, puis officialisé par un nouveau décret en 1811 ou 1812. Initialement, la toute première écurie est aménagée dans le réfectoire des moines de l'abbaye Saint-Berchaire, et les étalons stationnés sont promenés dans le cloître, daté du XIIIe siècle,. Ce monastère est, d'après Tanneguy de Sainte Marie, un Monasterium in dervo (situé dans une forêt de chênes).
Les bâtiments de l'abbaye sont ensuite rasés, et entièrement reconstruits en 1860. Le dépôt d’étalons est reconstruit au même endroit, en utilisant les matériaux de construction récupérés du monastère, seule l’église abbatiale n'étant pas reconstruite. Les pierres de taille ayant été retournées, les sculptures à vocation religieuse apparaissent désormais à l’intérieur des locaux des bâtiments, en particulier dans les greniers. La première écurie est construite en 1867, la seconde en 1876. Dans les années 1870, ce haras influence toute la région de Champagne-Ardenne.
L'architecture du haras tel qu'il existe de nos jours est créée en 1887. Les quatre premiers étalons nationaux l'intègrent cette même année, et permettent de constituer la jumenterie française à l'origine des « Ardennais français ».
Le haras national de Montier-en-Der joue en effet un rôle majeur dans la sélection et la promotion du cheval Ardennais français, avec celui de Rosière-aux-Salines et celui de Besançon.
En 1929, Montier-en-Der compte 127 étalons reproducteurs, tous de race ardennaise. Les effectifs déclinent après la Seconde Guerre mondiale. En 1980, il reste 35 étalons dont 15 de trait sur le site.
Depuis 1999, ce haras est reconverti en pôle culturel, comme la plupart des Haras nationaux. Il garde sa fonction de centre d'élevage, mais propose aussi des présentations de chevaux montés et attelés au public, des manifestations hippiques et des animations événementielles, dont beaucoup autour du cheval ardennais. En 2005, la commune de Montier-en-Der récupère les bâtiments, y entreprend des travaux, et y installe notamment son office de tourisme. L'ancienne maison des officiers est aménagée en gîte de 8 chambres. En 2007, l'artiste équestre Arnaud Gillette s'y installe en résidence.

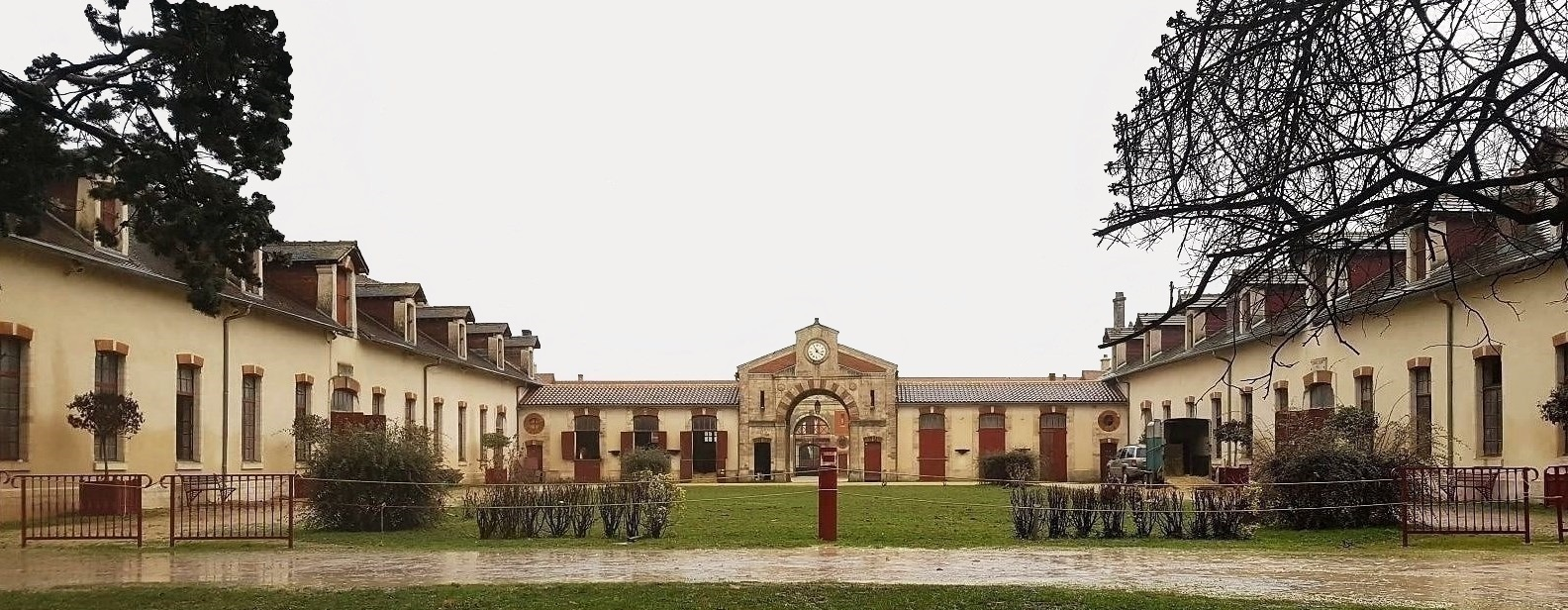
L'entrée du haras national

### Spectacle du bicentenaire
Un spectacle équestre vivant et nocturne son et lumière, comptant une dizaine de tableaux, 120 personnes costumées et 90 chevaux, est organisé à l'occasion du bicentenaire du Haras national de Montier-en-Der, du 18 au 21 septembre 2008. Plus de 5 000 personnes y sont attendues. L'ensemble est mis en scène par Mario Luraschi.

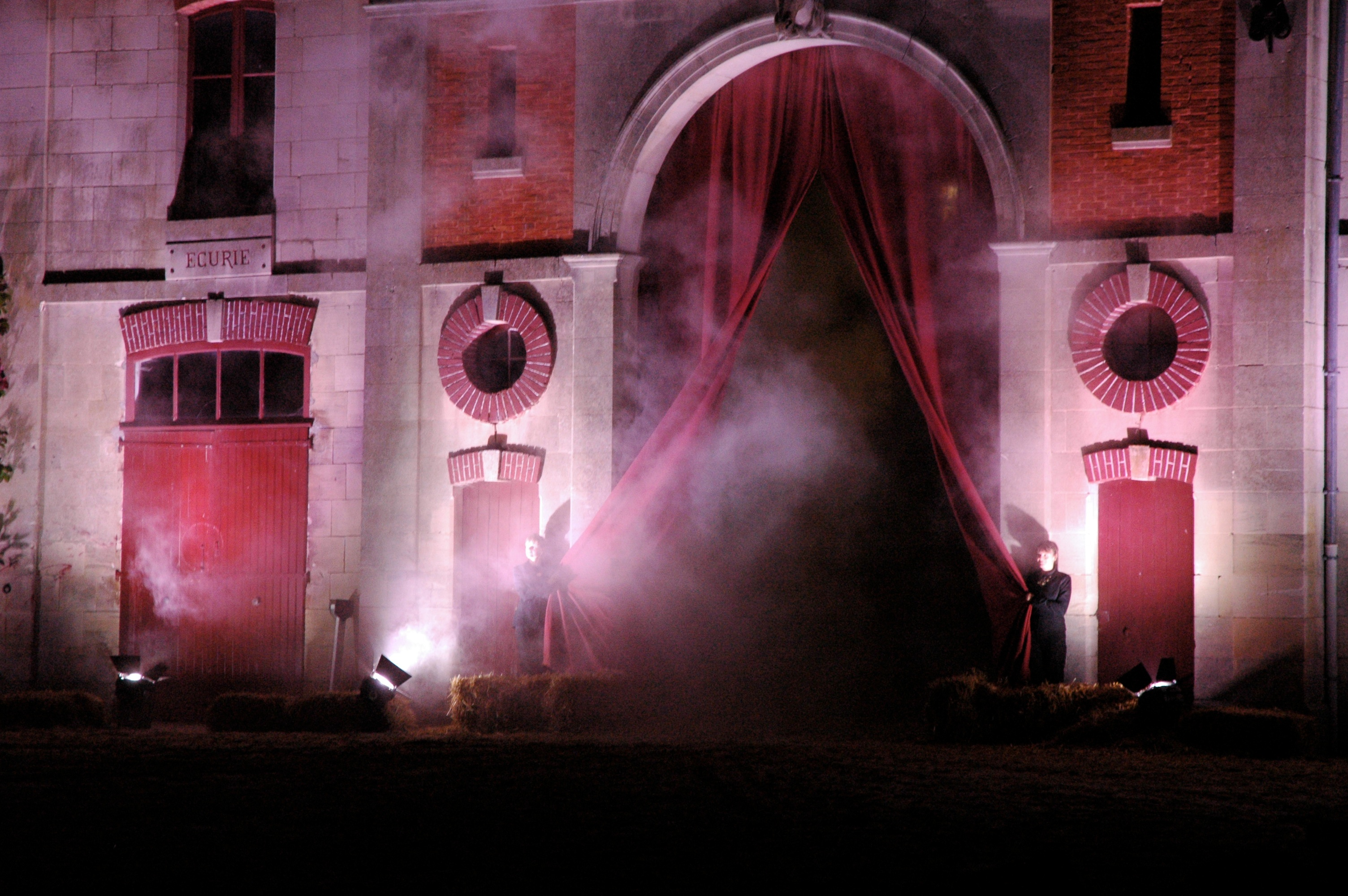
Entrée des artistes
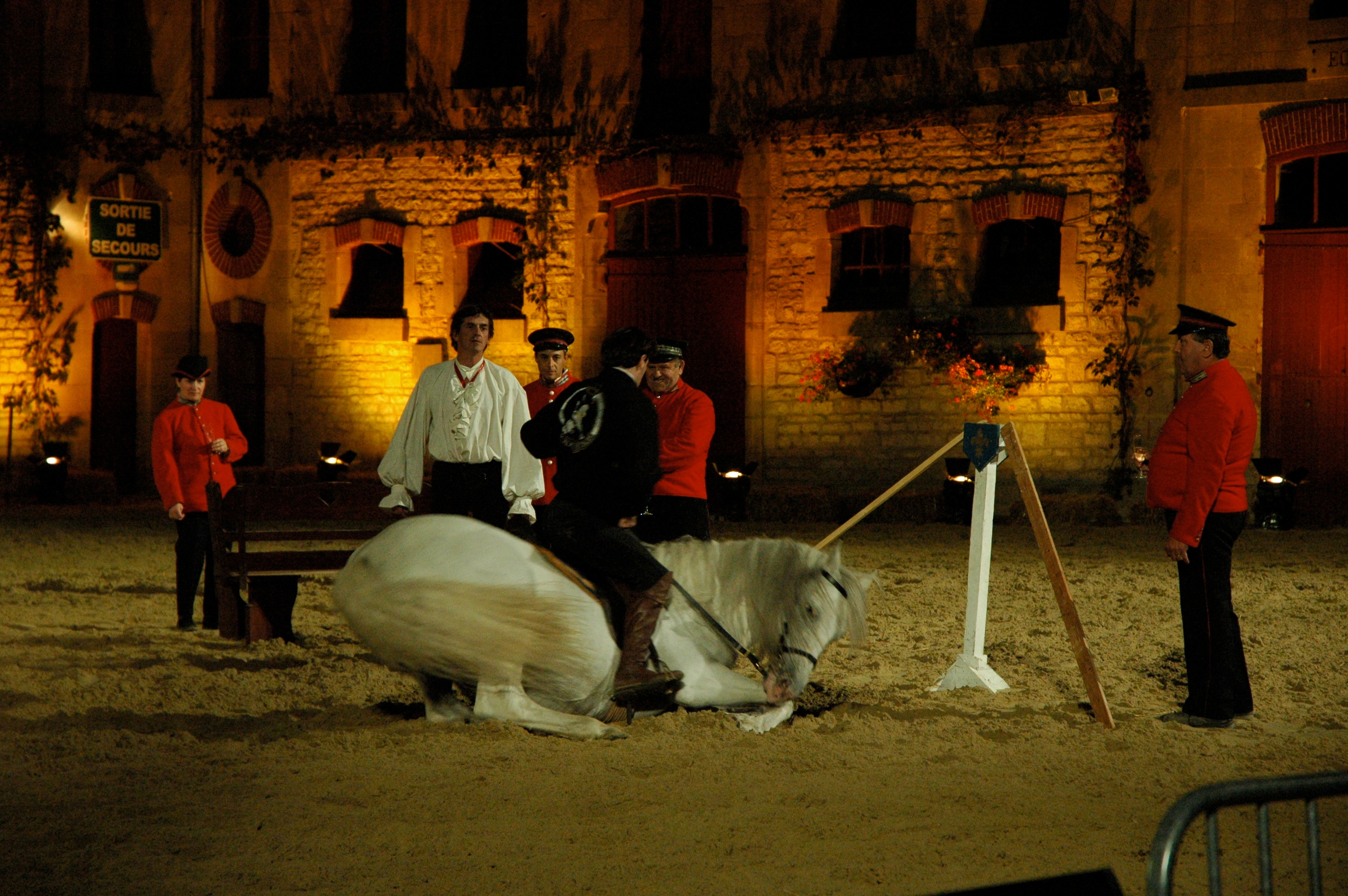
Scène du spectacle
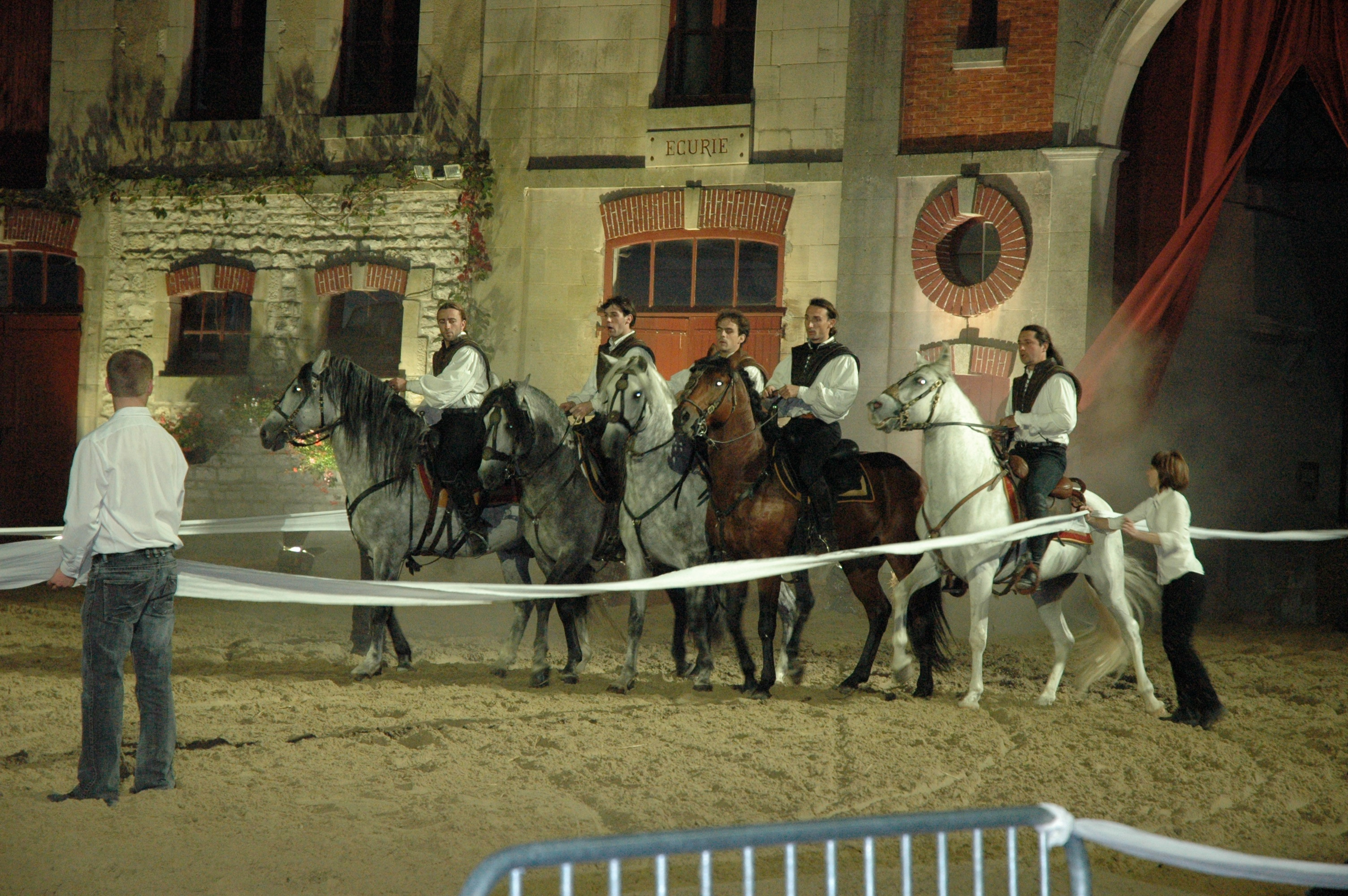
Cavaliers du spectacle
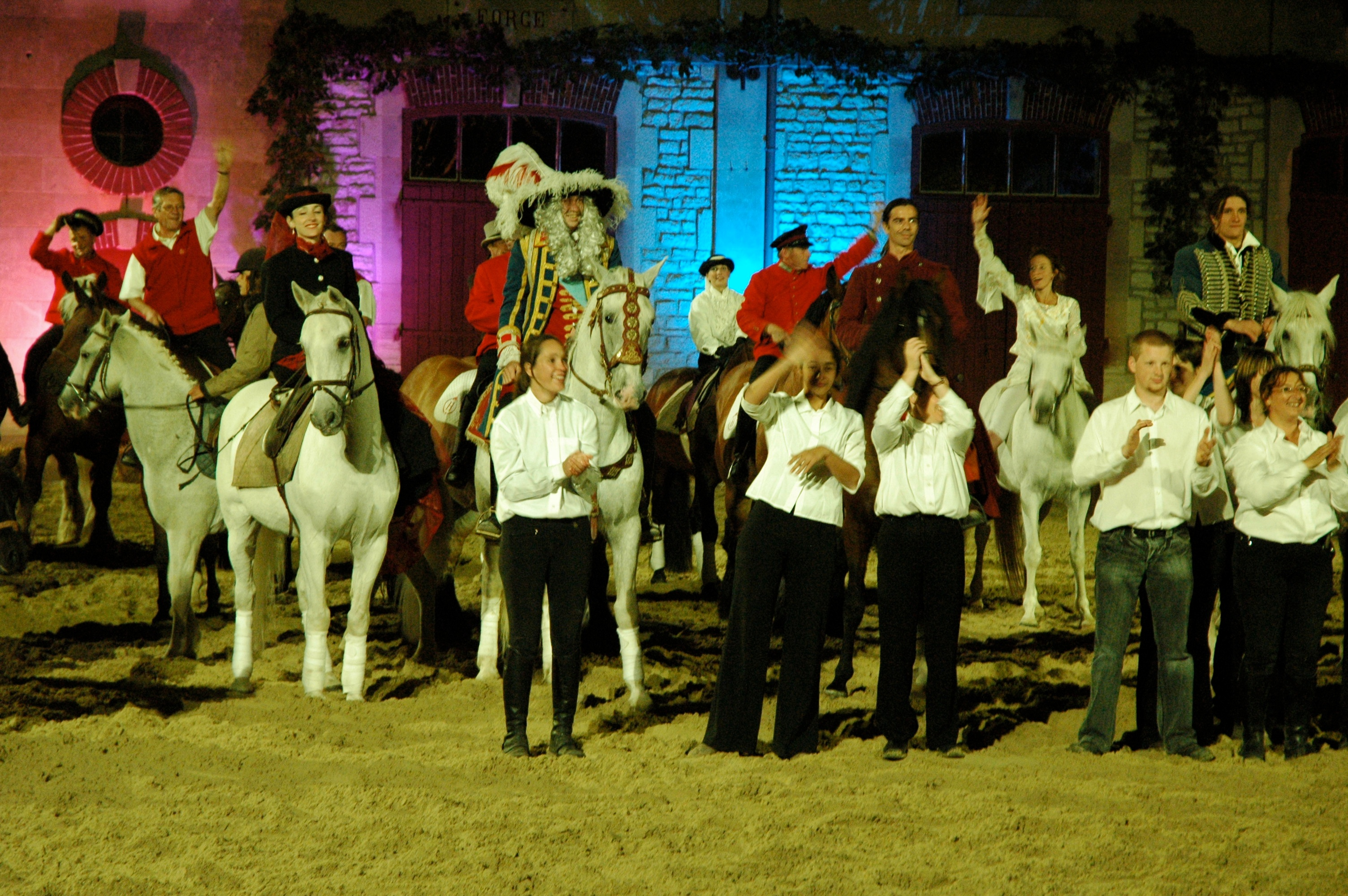
Final du spectacle

Pour l'occasion, les Haras nationaux mettent en place un « itinéraire découverte du cheval » et une ferme pédagogique pour les enfants et les jeunes, un village d'exposants de produits du terroir, une exposition dans la sellerie d'honneur et dans le haras, ainsi qu'une conférence sur l'histoire du haras et de l'abbaye.
D'après la chargée de communication Diane de Sainte Foy, ce bicentenaire attire 3 800 spectateurs, 1 000 visiteurs et 1 500 scolaires au haras sur les trois jours.

### Travaux de rénovation
L'Institut français du cheval et de l'équitation quitte les bâtiments qu'il occupait en septembre 2017. Le haras ne compte alors plus que 4 employés, la communauté de communes envisageant de créer un « hôtel du cheval » destiné à accueillir des cavaliers et leurs montures pendant leurs vacances. Le plan de rénovation initial, d'un coût estimé à 6 millions d'euros, est revu fin mai 2018, avec un budget à la baisse en raison de limitations dans les nouvelles constructions. Ce plan de rénovation table sur une réfection des toitures et d'autres travaux en 2020 et 2021, pour une ouverture au public en 2022.

## Description du site

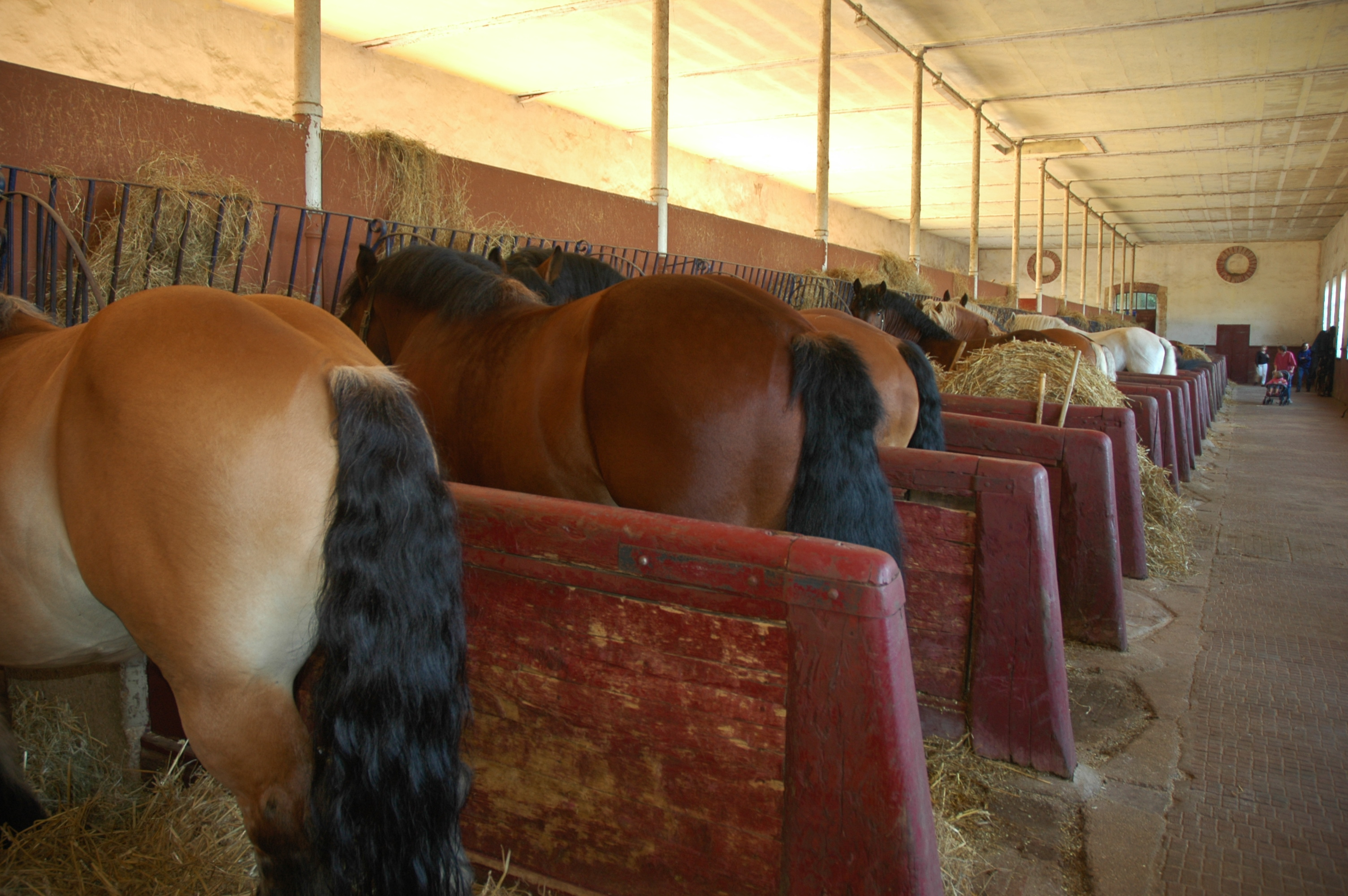
Ardennais dans les stalles du haras.

Le site du Haras national de Montier-en-Der est situé rue Saint Berchaire.
Les bâtiments, issus de l'ancienne abbaye bénédictine de Montier-en-Der, ont été inscrits au titre des monuments historiques en 2015.
Parmi les chevaux célèbres qui sont passés par le Haras national de Montier-en-Der, le hongre champion d'Europe de saut d'obstacles en 1995, Unic du Perchis, y fut présenté en concours de modèle et allures en 1989, terminant premier des cinq chevaux de sa catégorie.

## Missions et tourisme
Cet ancien haras national est désormais un centre touristique, qui a gardé sa vocation équestre. Il accueille l'office de tourisme de Montier-en-Der dans l'ancienne conciergerie à l'entrée, ainsi qu'un gîte comportant huit chambres, accessibles par ascenseur. Des locations de salles sont possibles pour divers événements et activités, tels que les mariages et les vins d'honneur. 
Les anciens bâtiments équestres ont été reconvertis en écuries de propriétaires, proposant dressage et vente de chevaux. Enfin, deux associations sont accueillies dans les bâtiments de l'ancien Haras national, l'Association du Festival International de la Photo Animalière et de Nature, et l'association de chasseurs « Les Trompes du Der ».

### Sources de presse
1. 1 2 3 4  « Le haras national de Montier-en-Der (52) poursuit sa reconversion », sur France 3 Grand Est (consulté le 15 novembre 2019).